# Kandlkapelle

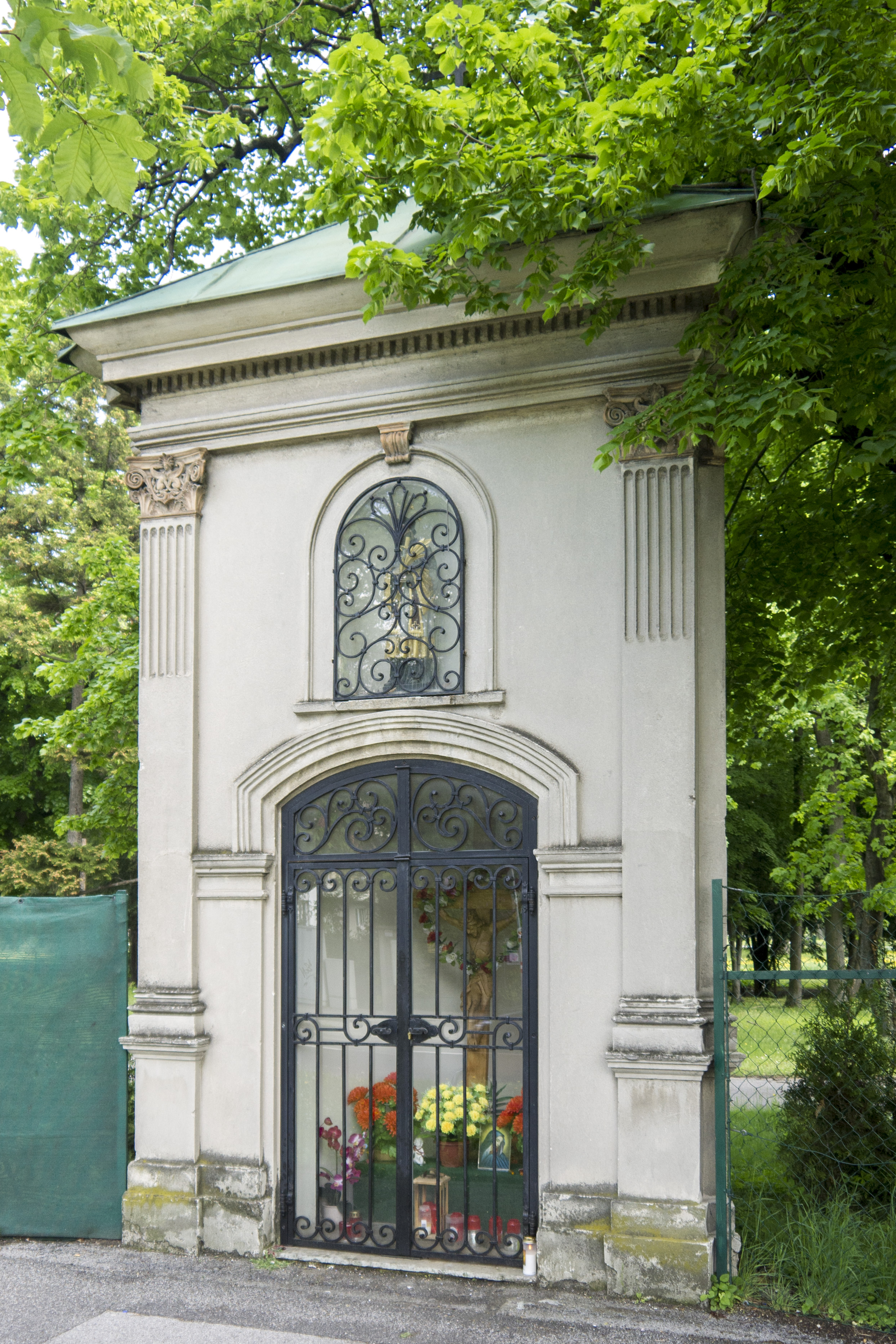
Die Kandlkapelle in der Breitenfurter Straße

Die Kandlkapelle steht in der Breitenfurter Straße im 23. Wiener Gemeindebezirk Liesing. Die Kapelle steht unter Denkmalschutz (Listeneintrag).

## Geschichte
Anlass zur Errichtung der Kandlkapelle war der Mord an Matthias Kandl, einem Greißler in Hungelbrunn Nr. 9 (heute Wien-Margareten) am 19. Dezember 1808. Zunächst wurde Raubmord vermutet. Als tatsächliche Täterin wurde seine Ehefrau Theresia (Tochter des Schlossermeisters Stephan Teppich oder Töbich, geboren am 10. Juni 1785 in Atzgersdorf) eruiert. Diese hatte ihren erst am 30. Oktober 1808 geehelichten Mann mit einer Hacke erschlagen und seinen Leichnam in einer Butte verborgen bis zur Piaristengasse (heute Ziegelofengasse 2 – Piaristenkirche St. Thekla) getragen, um frei zu sein für ihren Liebhaber, den Sohn eines Fleischhauers aus Mauer. Am 13. März 1809 wurde Theresia Kandl zum Tode verurteilt und am 16. März des gleichen Jahres am Neuen Wiener Galgen in der Nähe der Spinnerin am Kreuz als erste Frau in Wien durch Hängen hingerichtet. Gleichzeitig war sie aber auch die letzte Frau, die dort gerichtet wurde.
Angeblich ließ Theresia Kandls Vater (verstorben am 4. August 1809) die Kapelle als Sühnekreuz in ihrem Heimatort Atzgersdorf bauen, zumal er sie zur Heirat gezwungen hatte. Die Kapelle, auch Kandlkreuz genannt, stand ursprünglich an der Ecke Breitenfurter Straße/Hödlgasse, entwickelte sich jedoch im 20. Jahrhundert zum Verkehrshindernis. 1963 wurde die Kapelle an ihren jetzigen Standort versetzt, wo sie in die Umzäunung des 2023 eröffneten Stadtparks Atzgersdorf (bis 2022 Campingplatz Wien Süd) integriert ist.

## Beschreibung
Der dreieckige Grundriss der im spätklassizistischen Stil errichteten Kapelle ist als Hinweis auf die heilige Dreifaltigkeit gedacht. Die Hauptfront ist mit Pilastern gegliedert.
In der großen Stichbogennische befand sich ursprünglich ein Holzkreuz mit einer Darstellung der heiligen Dreifaltigkeit. Dieses wurde vor einigen Jahren gestohlen und durch ein neues Kreuz ersetzt. In der oberen Rundbogennische befindet sich eine der zahlreichen Johannes-Nepomuk-Darstellungen in Wien.